# Torre Angela, Rom
Torre Angela är Roms trettonde zon och har beteckningen Z. XIII. Zonen är uppkallad efter tornet Tor Angela, på latin benämnt Turris Aegidi Angeli. Zonen Torre Angela bildades år 1961.

## Kyrkobyggnader
- Santa Maria Madre del Redentore
- Santa Rita a Torre Angela
- Santi Simone e Giuda Taddeo
- San Luigi Grignion de Montfort
- Sant'Edith Stein
- San Massimiliano Kolbe

## Övrigt
- Villa della Via Gabina
- Ponte di Nona
- Basolato dell'antica Via Gabina
- Sepolcro a Via dei Ruderi di Torrenova
- Sepolcro su Via Casilina
- Tor Bella Monaca
- Två torn från 1200-talet, vid Via dei Ruderi di Torrenova
- Parco dell'Acqua e del Vino
- Teatro Tor Bella Monaca

## Kommunikationer
Tunnelbanestationer Linje C 
- Giardinetti
- Torrenova
- Torre Angela
- Torre Gaia
- Grotte Celoni
- Due Leoni-Fontana Candida
- Borghesiana